# 2-я парашютная дивизия (вермахт)
2-я парашютная дивизия (нем. 2. Fallschirmjäger-Division) — создана в феврале 1943 года на западе Франции, на основе 2-го парашютного полка.
Дивизия была уничтожена в ходе обороны осаждённого Бреста (Франция) в сентябре 1944 года. Вторично сформирована с 24 сентября 1944 года в Голландии. Вторично уничтожена в Рурском котле в апреле 1945 года.

## Боевой путь дивизии
Летом 1943 года дивизия была направлена в Италию, в резерв 10-й армии. После капитуляции Италии 9 сентября 1943 года дивизия была введена в Рим, где приняла участие в операции по разоружению частей итальянских вооружённых сил. В течение дня десантники установили контроль над Римом и подавили все небольшие очаги сопротивления итальянцев.
В то же время 1-й батальон 2-го парашютного полка был высажен на острове Лерос в Эгейском море, который заняли британские войска после капитуляции итальянцев. К 16 ноября 1943 остров был отбит у британцев.
В октябре 1943 дивизия была отправлена на Восточный фронт, в районе западнее Киева, где сдерживала наступление частей Красной Армии. 15 декабря 1943 дивизия была переброшена авиацией в район Кировограда, для противодействия прорыву советских войск.
В районе Кировограда дивизия занимала оборону до марта 1944, когда возобновилось наступление Красной Армии. Из-за угрозы окружения в конце марта 1944 дивизия отступила за реку Буг.
В мае 1944 дивизия пыталась ликвидировать советский плацдарм за рекой Днестр. В конце мая, из-за больших потерь, была выведена на переформирование в Германию, в район Кёльна.
Во время высадки американо-британских войск в Нормандии 6 июня 1944 года, 6-й парашютный полк дислоцировался на полуострове Котантен, неподалёку от места высадки американской 101-й воздушно-десантной дивизии. 6-й полк принял участие в боях, в том числе в обороне города Сен-Ло.
13 июня 1944 остальные подразделения дивизии были экстренно направлены из Кёльна в район Бреста (Франция), хотя пополнение ещё не было завершено.
В июле 1944 остатки 6-го парашютного полка были уничтожены в Фалезском котле.
9 августа 1944 остальные подразделения дивизии, а также 343-я пехотная дивизия и некоторые подразделения кригсмарине, были окружены и осаждены в Бресте (Франция), американским 8-м армейским корпусом. Немецкий гарнизон в Бресте (под командованием генерала парашютных войск Бернхарда Рамке) оборонялся до 20 сентября 1944. Затем остатки гарнизона капитулировали, лишь одному батальону 2-го парашютного полка удалось прорваться.
Дивизия была вновь сформирована в конце 1944 года в Голландии, с января 1945 участвовала в боях на западе Германии, закончила войну в апреле 1945 в Рурском котле.

## Состав дивизии
В 1943:
- 2-й парашютный полк (Fallschirm-Jäger-Regiment 2)
- 6-й парашютный полк (Fallschirm-Jäger-Regiment 6)
- 7-й парашютный полк (Fallschirm-Jäger-Regiment 7)
- 2-й артиллерийский полк (Fallschirm-Artillerie-Regiment 2)
  - противотанковый батальон (Fallschirm-Panzer-Jäger-Abteilung 2)
  - сапёрный батальон (Fallschirm-Pionier-Bataillon 2)
  - батальон связи (Luftnachrichten-Abteilung der Fallschirm-Jäger-Division 2)
  - санитарный батальон (Fallschirm-Sanitäts-Abteilung)

В октябре 1944:
- 2-й парашютный полк (Fallschirm-Jäger-Regiment 2)
- 7-й парашютный полк (Fallschirm-Jäger-Regiment 7)
- 23-й парашютный полк (Fallschirm-Jäger-Regiment 23)
- 2-й артиллерийский полк (Fallschirm-Artillerie-Regiment 2)
  - противотанковый батальон (Fallschirm-Panzer-Jäger-Abteilung 2)
  - сапёрный батальон (Fallschirm-Pionier-Bataillon 2)
  - пулемётный батальон (Fallschirm-MG-Bataillon 2)
  - зенитный батальон (Fallschirm-Flak-Abteilung 2)
  - батальон связи (Luftnachrichten-Abteilung der Fallschirm-Jäger-Division 2)
  - санитарный батальон (Fallschirm-Sanitäts-Abteilung)

## Командиры дивизии
- с 13 февраля 1943 — генерал-лейтенант Бернхард Рамке
- с 13 сентября 1943 — генерал-майор Вальтер Барентин
- с 14 ноября 1943 — генерал-лейтенант Густав Вильке
- с 17 марта 1944 — генерал-майор Ханс Крох
- с 1 июня 1944 — генерал-лейтенант Бернхард Рамке
- с 11 августа 1944 — генерал-майор Ханс Крох
- с 15 ноября 1944 — генерал-лейтенант Вальтер Лакнер